# 烈拉烈姆错
烈拉烈姆错是一个位于中国青海省果洛藏族自治州的湖泊，面积约为2.58平方千米，属于青藏高原。它的一级流域为内流区诸河，二级流域为柴达木内流区。